# Ana Obregón
Ana Obregón, född Ana Victoria García Obregón 18 maj 1952, är en spansk skådespelerska. Hon har spelat in film i flera länder, bland andra Spanien, Frankrike, USA och Italien. Mest känd är hon dock för att ha deltagit i de spanska TV-serierna A las once en casa och Ana y los siete.